# Якобс, Питер
Питер Якобс (нидерл. Pieter Jacobs; род. 6 июня 1986 в Брасхате, Бельгия) — бельгийский профессиональный шоссейный велогонщик.

## Достижения
2005
2-й Омлоп Хет Ниувсблад U23
6-й Триптик дес Монт эт Шато
7-й Джиро делле Реджиони
8-й Вуэльта Наварры
8-й Флеш Арденнаиз
10-й Триптик дес Барраж
2006
3-й Флеш Арденнаиз
4-й Вуэльта Наварры
6-й Классика Ксума
8-й Круг Арденн
9-й Джиро делле Реджиони
2007
5-й Тур Ирландии
6-й Мемориал Рика Ван Стенбергена
2008
3-й Тур Турции
3-й Хел ван хет Мергелланд
4-й Гран-при Аргау
9-й Три дня Западной Фландрии
2009
10-й Тур Турции
2010
6-й Гран-при Марсельезы
2011
2-й Халле — Ингойгем
2012
6-й Классика Атлантической Луары
7-й Тур Валлонии
9-й Полинорманд
10-й Тур Норвегии
2013
1-й Схал Селс
1-й Омлоп ван хет Васланд
2-й Тур Кёльна
7-й Шоле — Земли Луары
9-й Классика Атлантической Луары
2014
4-й Эшборн — Франкфурт
7-й Четыре дня Дюнкерка

## Статистика выступлений

### Гранд-туры
| Гонка           | 2008 | 2009 |
| --------------- | ---- | ---- |
| Джиро д'Италия  | —    | 125  |
| Тур де Франс    | —    | —    |
| Вуэльта Испании | 91   | —    |

| — | Не участвовал |